# سیارک ۴۸۲۶
سیارک ۴۸۲۶ (به انگلیسی: 4826 Wilhelms، نامگذاری:1988JO) چهار هزار و هشتصد و بیست و ششمین سیارک کشف شده‌است که در ۱۱ مه ۱۹۸۸ کشف شد.
قدر مطلق سیارک برابر ۱۲٫۲۰ است.